# Giovanni Boine
Giovanni Bòine (Finale Marina, 2 settembre 1887 – Porto Maurizio, 16 maggio 1917) è stato un poeta e scrittore italiano.

## Biografia
Giovanni Boine fu uno degli intellettuali più eminenti ma anche atipici del gruppo "vociano". Ligure per nascita, studiò a Milano dove s'iscrisse, nell'anno accademico 1906 -1907, alla Regia Accademia scientifico-letteraria ed ebbe, come compagni di corso, Clemente Rebora e Antonio Banfi.  Soggiornò anche a Parigi dove approfondì gli studi filosofici.
Si espresse soprattutto come saggista, scrivendo riflessioni religiose e filosofiche: in quegli anni passò da una posizione di simpatia verso i cattolici modernisti ad una di decisa polemica.
Si avvicinò infatti al gruppo dei modernisti lombardi fin dal gennaio 1907 collaborando alla rivista Il Rinnovamento. Nel 1908 iniziò la sua collaborazione a La Voce dove portò il contributo di una personale riflessione religiosa vissuta intensamente anche se in modo contraddittorio.
Nel 1910 conobbe Maria, una suora di origini siciliane con cui ebbe una tormentata relazione clandestina fino a quando non venne trasferita in una nuova località ignota forse anche a causa di possibili pettegolezzi in città e di lei non si seppe più nulla. Questa esperienza, che segnò profondamente Boine, sarà al centro del suo unico romanzo, Il peccato, pubblicato inizialmente a puntate su La Riviera ligure nel 1913, rivista con cui aveva iniziato a collaborare dall'anno precedente.
Su questa stessa pubblicazione tenne, dal marzo 1914 all'ottobre 1916, una rubrica di critica militante Plausi e botte, e sulla stessa pubblicò i suoi scritti più importanti.
Nel 1909 si manifestarono i primi sintomi della tisi ed egli si stabilì ad Imperia dove trascorse il resto della sua breve vita tra esperienze intense, amori turbolenti (tra cui Eva Kühn e Sibilla Aleramo che scriverà della sua relazione ne Il frustino del 1932) e attività culturali significative.  Alla vigilia della guerra scrisse per le edizioni de La Voce i Discorsi militari (1914) che, con 30 000 copie vendute, ottenne un successo insperato, diventando un vero “best seller” e portando Boine alla ribalta tra gli intellettuali interventisti. Boine nell’opera svolge “i temi che si son dati agli esami di sottotenente in un’accademia militare, quest’anno” e scrive nei fatti un costruttivo breviario per i futuri ufficiali di complemento piccolo-borghesi. Dando dignità al gregariato militare Giovanni Boine vuole giustificare il gregariato civile secondo un’opzione conservatrice tendenzialmente distante dalla linea politico-ideologica degli “illuministi” vociani. Il vero problema per Boine non sta infatti tanto nella politica estera – dove sposa idee e slogan dei salandrini – quanto nella politica interna. L’Esercito come “generatore d’ordine” rispetto ad un Paese diviso dalle lotte sociali è la soluzione, l’antidoto a quella “cancrena spirituale” che ha invaso le coscienze ed il cui sbocco può essere solo la guerra civile o la servitù straniera. Schierandosi con la tesi dei conservatori, alfieri e custodi delle prerogative apartitiche – ma non apolitiche – dell’Esercito, Boine ne condivideva l’idea secondo cui la vita militare, a fronte di un radicale indebolimento dell’istruzione pubblica e delle ancora sostanziose differenze tra il nord ed il sud del Paese, era l’unico esempio di “pedagogia nazionale” esistente ed attuabile in Italia. Poco dopo la pubblicazione dei Discorsi militari, a guerra iniziata, Boine, ritornato da una visita al fronte, confidò a Emilio Cecchi, in una lettera del 30 novembre 1915, il suo ripudio per gli ideali interventisti e il suo totale disgusto per la guerra e il militarismo. Dopo un periodo di difficoltà economiche, morì di tisi a Porto Maurizio il 16 maggio del 1917.

## Poetica
Boine, a causa della sua forte esigenza di integrità, non sempre riuscì a distinguere tra la pagina della discussione filosofica (Esperienza religiosa, 1910), della narrazione (Il peccato, 1914), della interpretazione critica (Plausi e botte, rubrica di segnalazioni librarie tenute su La Riviera ligure fra il 1914 e il 1916) e della prosa lirica (Frantumi, 1918, edizione postuma).

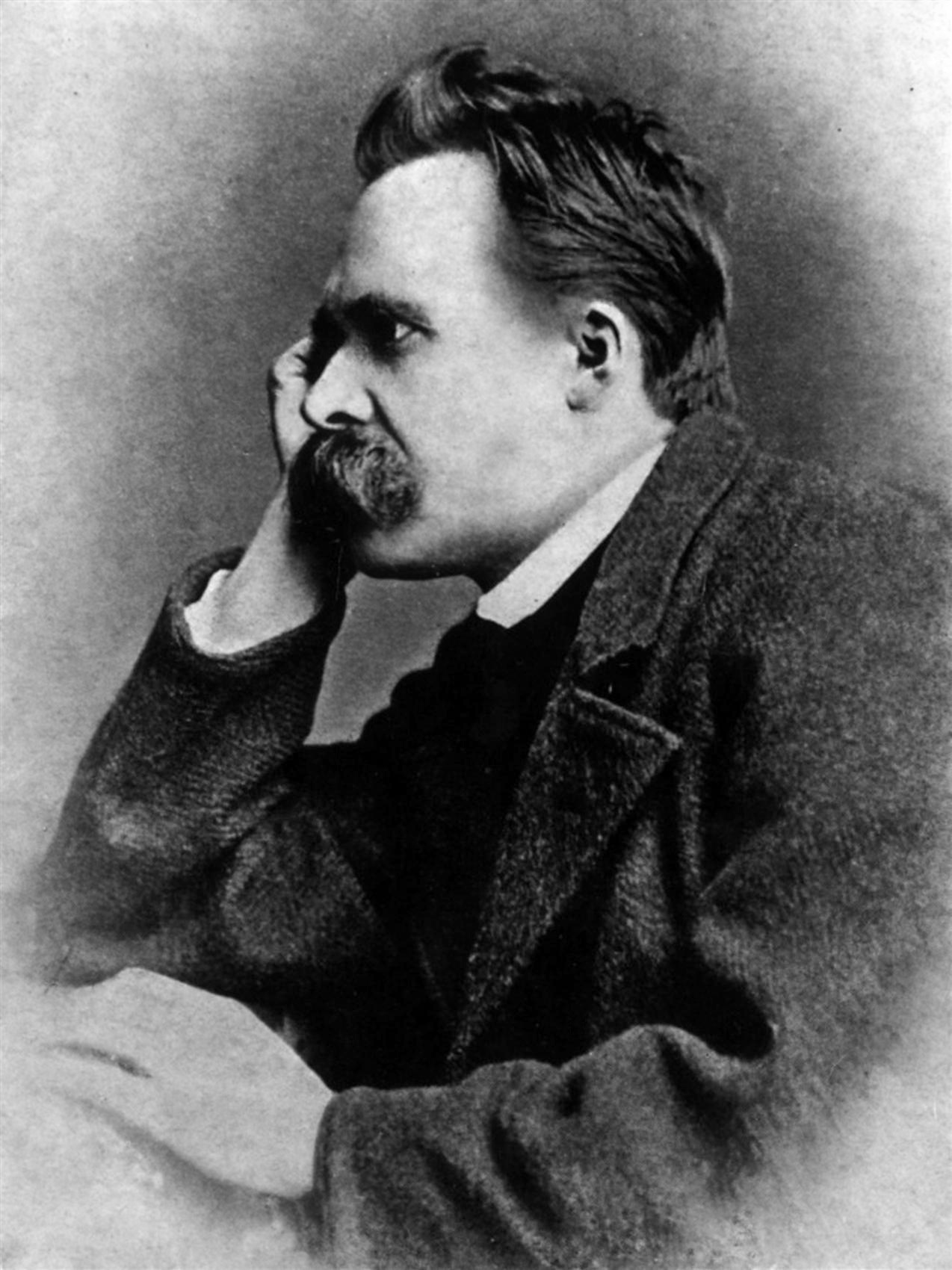
Friedrich Nietzsche (1882)

La sua opera nasce infatti dal contrasto tra tensione anarchica, libertaria, e un'esigenza di organicità ed ordine. Tra i vociani egli fu colui che sentì maggiormente la caduta delle certezze che derivarono dalla crisi del positivismo e ne dedusse una visione della vita priva di valori e significati, solamente animata dal senso di un disfacimento imminente della società contemporanea. Per superare il subbuglio della sua vita psichica fu portato a ricercare, soprattutto nelle prose liriche, rime e simmetrie sforzate e artificiose.
La sua poesia si trova soprattutto in alcuni frammenti di prosa descrittiva dove si vede lo sforzo nel cercare l'equilibrio tra il desiderio della lucidità, il controllo della ragione e la veemenza delle allucinazioni. In questo senso Boine può considerarsi l'unico scrittore del suo tempo che abbia in sé parte dell'angosciata densità di Nietzsche. Egli infatti rifiutò gli schemi rassicuranti della filosofia crociana e si accostò a quelle filosofie irrazionalistiche che sembravano offrirgli modalità di rapporti con la realtà più densi di problematiche ma anche di spiegare meglio la contraddittorietà e complessità dell'esistenza.

## Opere

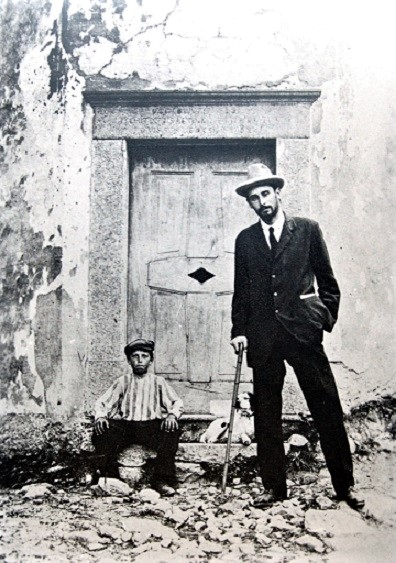
Giovanni Boine nel 1911

- Il peccato ed altre cose, Firenze, Libreria della Voce, 1914: pur non raggiungendo un equilibrio artistico, questo romanzo breve è un interessante tentativo di adattare una materia autobiografica ad una rappresentazione oggettiva narrando, oltre ad una maturazione spirituale anche il tormentato amore per suor Maria Gorlero, in una prosa lirica e ritmata che nasce da una ricerca sperimentale. Realizzato assemblando tre racconti già apparsi su La Riviera ligure (Il peccato, La città e Conversione al Codice), era però stato concepito dall'autore come un unico macrotesto più che come una raccolta di novelle. Tuttavia, se si escludono le edizioni successive del 1922 (Firenze, La Voce) e del 1938 (Modena, Guanda, a cura di Mario Novaro) non viene più pubblicato in unico volume — se non come raccolta di testi sparsi assieme ad altri testi — fino al 1975 per Einaudi nella collana Centopagine diretta da Italo Calvino in un'edizione curata da Giulio Ungarelli che tramite approfondite ricerche originali annottò e corresse il testo dei numerosi errori tipografici delle edizioni precedenti. Il peccato è stato tradotto in spagnolo da César Palma nel 1995 col titolo El pecado (Valencia, Editorial Pre-Textos) e in francese da Erik Pesenti Rossi nel 2003 col titolo Le péché (Parigi, Bachari).
- Discorsi militari, 1914: "un provvisorio tributo generazionale al clima drammatico del 1914"[4]. Il libro sarà il suo unico successo editoriale. Il libro sembra aprire una fase di adesione all'interventismo per Boine, ma di lì a poco, a guerra iniziata, Boine, ritornato da una visita al fronte, confida a Emilio Cecchi, in una lettera del 30 novembre 1915, il suo disgusto per la guerra e il militarismo.[4]
- Frantumi seguiti da plausi e botte, a cura degli Amici, 1918. Frantumi prevale il bisogno anarchico e l'aspirazione all'evasione. Nei componimenti di Frantumi la scrittura è rotta, la lingua usata e il ritmo sta a metà tra la poesia e la prosa e sembra dichiarare lo sgretolamento di ogni legge. Il linguaggio che ne deriva è un linguaggio molto particolare, che risulta dalla disarticolazione di quello tradizionale. Lo scrittore conia verbi nuovi dai sostantivi (mi ruscellò), fonde gli epiteti (riso-rifugio), crea assonanze e rime (la... serenità; laggiù... più) e in queste forme linguistiche si riconosce l'influsso dell'esperienza dei futuristi.
- Plausi e botte  raccoglie tutti gli interventi bibliografici e critici apparsi nella rivista La Riviera ligure. Alle ampie recensioni (celebri quelle dedicate a Dino Campana, a Camillo Sbarbaro, a Clemente Rebora) si alternano dichiarazioni di poetica piuttosto polemiche e validi brani di prosa.
- La ferita non chiusa,1921. Raccolta di scritti filosofici e religiosi.
- Scritti inediti, ed. critica e saggio di G. Bertone, Genova, 1977.
- Frantumi (riedizione), a cura di Veronica Pesce, prefazione di Giorgio Bertone, Genova, Edizioni San Marco dei Giustiniani, 2007 ISBN 978-88-7494-209-1
- Salmi della vita e della morte (riedizione), a cura di Fabio Barricalla, Genova, Edizioni San Marco dei Giustiniani, 2016. ISBN 978-88-7494-269-5

### Epistolari
- Carteggio, a cura di Margherita Marchione e S. Eugene Scalia, 4 voll., Roma, Edizioni di storia e letteratura, 1971-79
  - I: Giovanni Boine - Giuseppe Prezzolini (1908-1915), prefazione di Giuseppe Prezzolini, 1971.
  - II: Giovanni Boine - Emilio Cecchi (1911-1917), prefazione di Carlo Martini, 1972.
  - III: Giovanni Boine - Amici del «Rinnovamento», tomo primo (1905-1910), tomo secondo (1911-1917), prefazione di Giancarlo Vigorelli, 1977.
- IV: Giovanni Boine - Amici della «Voce» - Vari (1904-1917), prefazione di Giovanni Vittorio Amoretti, 1979.
- Giovanni Boine - Miguel de Unamuno - Lettere, Firenzelibri, a cura di Eugenio Garin, 1981.
- Giovanni Boine - Adelaide Coari, Carteggio (1915-1917), a cura di Andrea Aveto, Novi Ligure, Città del silenzio, 2014.

### Raccolte
- Il peccato e le altre opere, con un Ritratto di Boine di G. Vigorelli, Parma, 1971.
- Il peccato, Plausi e botte, Frantumi, Altri scritti, a cura di D. Puccini, Milano, 1983.

### Altre edizioni
- La città, a cura di Maura Del Serra, Pistoia, Via del vento, 1994.
- Il peccato, a cura di Roberto Mosena, Roma, Kogoi, 2013.
- Il peccato ed altre cose, Edizione critica a cura di Fabio Barricalla, con un saggio di Franco Contorbia e uno scritto di Giuseppe Conte, Mallare, Matisklo, 2014.